# Pterolophia fuscobiplagiata
Pterolophia fuscobiplagiata är en skalbaggsart som beskrevs av Stefan von Breuning och De Jong 1941. Pterolophia fuscobiplagiata ingår i släktet Pterolophia och familjen långhorningar.
Artens utbredningsområde är Sulawesi. Inga underarter finns listade i Catalogue of Life.